# Хупэкче
Хупэкче́, или Позднее Пэкче, — одно из поздних Трёх корейских государств, наряду с Тхэбоном и Силла. Официально оно было основано военачальником Кён Хвоном из Силла в 900 году, и было завоёвано корёской армией Ван Гона в 936. Его столица находилась в Чонджу, в современной провинции Чолла-Пукто. История Хупэкче восстанавливается в основном по историческим документам «Самгук юса» и «Самгук саги».

## Основание
Атаковав Кванджу в 892 году, Кён Хвон был одним из многочисленных повстанцев, пытавшихся прибрать к рукам слабое Силла в конце IX века. Многие из этих восстаний были вызваны решением Силла использовать военную силу при сборе налогов у крестьян в 889 году. В это время реальная власть на полуострове принадлежала местным феодалам, не отличавшимся лояльностью центральному правительству. Таким образом, это облегчало задачу восставших.
Согласно своему названию Хупэкче задумывалось в качестве преемника древнего государства Пэкче, располагавшегося в юго-западной части Корейского полуострова до захвата государством Силла в 660 году.

## Внутренние дела
Кён Хвон возглавлял Хупэкче все (кроме последнего) годы его существования.
После провозглашения себя ваном Кён Хвон взял в жёны несколько девушек, которые родили ему 10 сыновей, вдобавок к 8 от первого брака. Эта многочисленность предопределила дальнейшую судьбу государства.
В 935 Кён Хвон выбрал своим преемником четвёртого по старшинству сына Кымгана, предпочтя его более старшим сыновьям. Старший сын, Сингом, скооперировавшись со своими братьями, отправил отца в храм Кымсанса в Кимдже, после чего убил Кымгана и взошёл на трон. Кён Хвону удалось бежать в Корё.

## Армия
Большую часть времени своего существования Хупэкче терзали морские набеги Ван Гона. Это подрывало торговые связи с Китаем.
Хупэкче обладало значительной военной силой, более серьёзной, чем та, которая была у Силла. Хупэкче показало это в 927 году, когда его армия атаковала столицу Силла, город Кёнджу, сместив вана Кёнэ и посадив на трон вана Кёнсуна. Перед этой атакой Силла посылала помощь в Корё, и Ван Гон сразу же поспешил на помощь соседу. Две армии встретились возле горы Пхальгонсан на территории современного Тэгу. Силы Ван Гона насчитывали около 10 000 человек. Хупэкче одержало победу и Ван Гону пришлось спасаться.
Однако, когда две армии сошлись в битве при Кочхане возле Андона в 930 году, уже Корё одержало убедительную победу. Войска Хупэкче были отброшены на центр родной территории, где потерпели ещё одно поражение в битве возле Хонсона в 934 году.

## Внешние связи
Как и Ван Гон, пытавшийся добиться легитимации через дипломатические связи с северным Китаем, Кён Хвон делал то же самое в отношении южного Китая, особенно царства Юэ. Однако, из-за неспокойной обстановки в Китае, ни тот, ни другой не преуспели в этом деле.

## Падение
После того, как сыновья свергли его в 935 году, Кён Хван уехал в Корё и возглавил поход против Хупэкче. Согласно «Самгук юса», вместе с отрядами Ван Гона армия Кён Хвана составляла 100 000 человек. Армии Корё и Хупэкче встретились в Сонсане, сегодня это часть Куми в провинции Кёнсан-Пукто, и войско Хупэкче было разбито. Таким образом в 936 году Хупэкче окончательно пало, всего через год после того, как ван Кёнсун сдал Ван Гону Силла. Битва при Сонсане закончила эпоху поздних трёх государств.